# Konrad Weiß (Theologe)
Konrad Weiß (* 24. Juli 1907 in Wüstewaltersdorf; † 27. September 1979 in Rostock) war ein deutscher Theologe und Hochschullehrer.

## Leben
Weiß legte sein Abitur ab und studierte Evangelische Theologie, sein besonderes Interesse galt der Kirchengeschichte. Seine Dissertation befasste sich mit der Rezeption der Theologie des Neuen Testaments beim Mystiker Meister Eckhart. Damit wurde er zum Lizentiaten der Theologie promoviert, dazu habilitierte er sich erfolgreich in Berlin. Weiß schloss sich den völkisch-antisemitischen Vorstellungen der Deutschen Christen an, im Jahre 1939 erklärte er seine Mitarbeit am Institut zur Erforschung und Beseitigung des jüdischen Einflusses auf das deutsche kirchliche Leben.

## Leistungen
1946 wurde Weiß außerordentlicher Professor für neutestamentliche Theologie an der Universität Rostock, 1948 wurde er dort auf eine ordentliche Professur berufen und 1972 emeritiert.
Die Universität Kiel zeichnete Weiß 1961 mit der Ehrendoktorwürde aus.

## Schriften
- Die Seelenmetaphysik des Meister Eckhart. Kohlhammer, Stuttgart 1934 (zuvor in: Zeitschrift für Kirchengeschichte Folge 3 Band 52 Heft 4 (1933), S. 62–74).
- Urchristentum und Geschichte in der neutestamentlichen Theologie seit der Jahrhundertwende. Bertelsmann, Gütersloh 1939 (Beiträge zur Förderung christlicher Theologie).